# Iglesia de la Trinidad (Halmstad)
La Iglesia de la Trinidad (en sueco: Trefaldighetskyrkan) es el nombre que recibe un edificio religioso afiliado a la Iglesia católica y que se localiza en Halmstad en el país europeo de Suecia . Es parte de la parroquia católica de Santa María dentro de la Diócesis de Estocolmo (Dioecesis Holmiensis o Stockholms katolska stift).
A partir de 1945, cada vez más católicos comenzaron a residir en Halmstad. Una capilla se terminó en 1948 en una propiedad adquirida en el camino del norte 10. La capilla fue consagrada a la Santísima Trinidad. Hasta 1981, la propiedad fue utilizada como iglesia católica local y desde 1974 también fue el local de la parroquia y la oficina de la parroquia.
La iglesia católica actual fue construida como una iglesia metodista en 1890. Después de que los metodistas construyeron una nueva y más grande iglesia en otro lugar, el edificio paso por diversas manos, hasta que en 1980 la congregación católica compró el espacio.
Después de una amplia renovación fue dedicada el Día de la Santísima Trinidad de 1981.